# Кампор
44°47′ пн. ш. 14°43′ сх. д. / 44.79° пн. ш. 14.71° сх. д.
Кампор (хорв. Kampor) — населений пункт у Хорватії, у Приморсько-Горанській жупанії у складі міста Раб.

## Населення
Населення за даними перепису 2011 року становило 1173 осіб.
Динаміка чисельності населення поселення:

## Клімат
Середня річна температура становить 14,75 °C, середня максимальна – 26,73 °C, а середня мінімальна – 3,58 °C. Середня річна кількість опадів – 1025 мм.
| Клімат поселення                              | Клімат поселення | Клімат поселення | Клімат поселення | Клімат поселення | Клімат поселення | Клімат поселення | Клімат поселення | Клімат поселення | Клімат поселення | Клімат поселення | Клімат поселення | Клімат поселення | Клімат поселення |
| Показник                                      | Січ.             | Лют.             | Бер.             | Квіт.            | Трав.            | Черв.            | Лип.             | Серп.            | Вер.             | Жовт.            | Лист.            | Груд.            |                  |
| Середній максимум, °C                         | 10,07            | 10,27            | 13,14            | 15,78            | 20,46            | 24,49            | 26,73            | 26,72            | 22,69            | 18,49            | 13,56            | 10,77            |                  |
| Середня температура, °C                       | 6,83             | 7,02             | 9,91             | 12,53            | 17,19            | 21,25            | 23,94            | 23,93            | 19,91            | 15,72            | 10,78            | 7,99             |                  |
| Середній мінімум, °C                          | 3,58             | 3,77             | 6,65             | 9,27             | 13,94            | 17,98            | 21,15            | 21,16            | 17,13            | 12,94            | 7,99             | 5,21             |                  |
| Норма опадів, мм                              | 84               | 70               | 68               | 72               | 70               | 72               | 41               | 62               | 117              | 132              | 132              | 105              |                  |
| Середньомісячна швидкість вітру, м/с          | 2.97             | 3.08             | 3.18             | 2.99             | 2.68             | 2.50             | 2.51             | 2.49             | 2.64             | 2.87             | 3.28             | 3.18             |                  |
| Середньомісячна сонячна радіація, кДж/м²·день | 4612             | 7391             | 10933            | 15600            | 20099            | 21928            | 23423            | 20330            | 14876            | 9497             | 5074             | 3904             |                  |
| --------------------------------------------- | ---------------- | ---------------- | ---------------- | ---------------- | ---------------- | ---------------- | ---------------- | ---------------- | ---------------- | ---------------- | ---------------- | ---------------- | ---------------- |
| Джерело:                                      |                  |                  |                  |                  |                  |                  |                  |                  |                  |                  |                  |                  |                  |